# Moses Elisaf
Moses Elisaf (Μωυσής Ελισάφ; Giannina, 17 luglio 1954 – Giannina, 17 febbraio 2023) è stato un politico e medico greco.
Fu il primo sindaco greco di religione ebraica.

## Biografia
Elisaf nacque a Giannina il 17 luglio 1954, figlio di ebrei sfuggiti al rastrellamento nazista. 
Studiò medicina all'Università di Atene e si laureò nel 1979, specializzandosi in medicina interna.  Per un anno lavorò all'Università di Tel Aviv. Molti dei suoi parenti vivono ancora oggi in Israele.
Pur essendo un ebreo non osservante, fu presidente della comunità ebraica di Giannina per più di un decennio e presidente del Consiglio centrale delle comunità ebraiche in Grecia, oltre che direttore di un centro culturale.
Nonostante da giovane avesse frequentato gruppi di ispirazione comunista, Elisaf si candidò a sindaco di Giannina nel giugno 2019 come indipendente di centro e vinse al ballottaggio. Entrò in carica a settembre e da quel momento fu oggetto di fake news per via delle sue origini, venendo anche accusato di essere un agente del Mossad. Da parte sua Elisaf si disse sempre certo del fatto che l'antisemitismo in Grecia fosse un fenomeno piuttosto limitato. 
Morì nel 2023, a 68 anni, senza aver completato il mandato.